# Christian Anders
Christian Anders, né Antonio Augusto Schinzel à Bruck an der Mur, en Autriche, le 15 janvier 1945 , est un chanteur de schlager, réalisateur de films d'exploitation et acteur autrichien.

## Filmographie

### Comme acteur
- 1970 : How Did a Nice Girl Like You Get Into This Business? (en)
- 1970 : Wenn die tollen Tanten kommen : Christian
- 1971 : Das haut den stärksten Zwilling um : Michael Rainer
- 1971 : Wir hau'n den Hauswirt in die Pfanne : Wolfgang
- 1979 : Die Brut des Bösen : Frank Mertens
- 1981 : Die Todesgöttin des Liebescamps : Dorian
- 1982 : Sha shou ying : Sanders
- 1987 : Der Stein des Todes
- 1991 : Das Mädchen aus dem Fahrstuhl : Jörn